# Nösnerland
Nösnerland (węg. Naszód, rum. Năsăud) - region historyczny w północnym Siedmiogrodzie, pomiędzy rzekami Bystrzyca i Marusza, na terenie obecnej Rumunii.
Pomiędzy XII i XIV wiekiem na tych terenach, na zaproszenie królów Węgier, osiedlali się niemieccy koloniści. Najważniejsze w Nösnerlandzie miasto to Nösen założone nad Bystrzycą w 1206 roku, które dało nazwę regionowi oraz Sächsisch Regen.
Większość Niemców została ewakuowana w 1944 roku, a niemal wszyscy pozostali wyjechali po demokratyzacji Rumunii w 1989 roku.

## Miejscowości
- Albeștii Bistriței (Weißkirch bei Bistritz, Kisfehéregyház)
- Arcalia (Kallesdorf, Árokalja)
- Batoș (Botsch, Bátos)
- Bistrița (Nösen / Bistritz, Beszterce)
- Chiraleș (Kyrieleis, Kerlés)
- Corvinești (Niederneudorf, Kékesújfalu)
- Cușma (Auen / Kuschma, Kusma)
- Dedrad (Deutsch-Zepling, Dedrád)
- Dipșa (Dürrbach, Dipse)
- Domnești (Attelsdorf / Billak, Bilak)
- Dorolea (Kleinbistritz, Aszubeszterce)
- Dumitra (Mettersdorf, Szentdemeter)
- Dumitrița (Waltersdorf, Kisdemeter)
- Ghinda (Windau, Vinda)
- Herina (Mönchsdorf, Harina)
- Ideciu de Jos (Niedereidisch, Alsóidecs)
- Ideciu de Sus (Obereidisch, Felsőidecs)
- Jelna (Senndorf,  Kiszsolna)
- Lechința (Lechnitz, Szászlekence)
- Livezile (Jaad, Jád)
- Lugig (Ludwigsdorf, Ludvég)
- Monariu (Minarken, Malomárka)
- Moruț (Moritzdorf, Aranyosmóric)
- Năsăud (Nassod / Nußdorf, Naszód)
- Orheiu Bistriței (Burghalle, Óvárhely)
- Petelea (Birk, Petele)
- Petriș (Petersdorf bei Bistritz, Petres)
- Posmuș (Paßbusch, Paszmos)
- Reghin (Sächsisch-Regen, Szászrégen)
- Sângeorgiu/Sângeorzu Nou (Sankt Georgen bei Lechnitz, Szászszentgyörgy)
- Sâniacob (Jakobsdorf bei Bitritz, Szászszentjakab)
- Satu Nou (Oberneudorf, Felsőszászújfalu)
- Sigmir (Schönbirk, Szépnyír)
- Slătinița (Pintak,  Pinták)
- Șieu (Groß-Schogen, Nagysajó)
- Șieu-Măgheruș (Ungersdorf, Sajómagyarós)
- Tărpiu (Treppen, Szásztörpény)
- Teaca (Tekendorf, Teke)
- Tonciu (Tatsch, Tács)
- Uila (Weilau, Vajola)
- Unirea (Wallendorf, Aldorf)
- Vermeș (Wermesch, Vermes)
- Viile Tecii (Großeidau, Kolozsnagyida)
- Viișoara (Heidendorf, Besenyő)